# Villa Henriette (Film)
Villa Henriette ist eine österreichisch-schweizerische Literaturverfilmung von Peter Payer aus dem Jahr 2004. Sie beruht auf Motiven des gleichnamigen Kinderbuchs von Christine Nöstlinger, die im Film einen Cameo-Auftritt hatte.

## Handlung
Die 12-jährige Marie lebt mit ihren Eltern, ihrer Großmutter, Großonkel Albert, Tante Olli und deren Sohn Otto in der Villa Henriette. Die Villa hat ein Eigenleben, sie spricht, ohne dass sie von den Bewohnern gehört wird, und interagiert mit der Familie, so zieht sie früh selbstständig die Jalousien hoch und bringt Marie dazu, aufzustehen. Auch andere Dinge im Haus interagieren, das jedoch eher aufgrund des Erfindergeists der Großmutter. Der Kühlschrank und der Mülleimer sprechen beispielsweise, so sagt der Kühlschrank an, welche Lebensmittel mal wieder eingekauft werden sollten. Maries Mutter würde dem Chaos am liebsten entfliehen, ist jedoch als Stewardess sowieso selten da. Maries Vater ist Archäologe, der stets leidende Onkel kümmert sich um den Garten und die Tante dichtet am liebsten, ist jedoch eigentlich Juristin. Maries Cousin Otto liegt meist in der Gegend herum und fotografiert.
Marie verbringt viel Zeit mit ihrem Bekannten Konrad, dem sie Nachhilfe gibt. Eines Tages fragt er sie, ob sie mit ihm gehen möchte, und sie stimmt erst einmal zu. Kurz darauf lernt sie den neuen Nachbarjungen Stefan kennen, der sie ebenfalls mag. Bald befindet sich Marie in einer Zwickmühle und lässt erst einmal beide Jungen im Ungewissen. Sie hat andere Probleme, hat sich ihre Großmutter doch bei der Realisierung einer neuen Erfindung hereinlegen lassen. Sämtliches Geld, das sie in die Umsetzung eines Rollers gesteckt hat, ist verloren. Gleichzeitig ist Großmutter mit 200.000 Euro verschuldet, trägt sie die Kosten für das Haus doch allein, weil keiner der Familienmitglieder Miete zahlt. Da Großmutter auf den Gewinn ihrer neusten Erfindung spekuliert hatte, um die Schulden abzuzahlen, steht nun die Zwangsversteigerung der Villa Henriette an.
Marie forscht nach und findet den Mann, der die Erfindung angeblich auf den Markt bringen wollte. Es handelt sich um einen Komparsen beim Film, der unter anderem auch als Zoopfleger arbeitet. Es stellt sich heraus, dass er  im Auftrag gehandelt und Großmutters Sparbuch entgegengenommen, nicht jedoch geleert hat. Marie erfährt, dass es sich bei dem Auftraggeber um Onkel Albert handelt, der Großmutter vor dem Ruin bewahren wollte. Er übergibt Marie das unangetastete Sparbuch, auf dem sich jedoch nur 100.000 Euro befinden. Die restlichen 100.000 Euro müssen bis Anfang September beschafft werden, sonst kann die Zwangsversteigerung nicht abgewendet werden. Marie schlägt schließlich vor, den sprechenden Kühlschrank markttauglich zu machen. Sie stellt das Gerät Konrads Vater vor, der an der Börse handelt. Der ist von dem Gerät so begeistert, dass er die Rechte am Kühlschrank und weiteren ähnlichen Erfindungen der Großmutter kauft. Die wiederum überträgt die Villa Henriette an Marie, da sie rechtlich keine neuen Kredite mehr aufnehmen darf. Marie erhält von Konrads Vater 100.000 Euro für die Patente und hat damit die Gesamtsumme, die für die Schuldentilgung ausreicht. Während Marie und Konrad zum Gericht fahren, um die Summe vor der Zwangsversteigerung am Vormittag bezahlen zu können, zersticht Maries Mutter mit Ottos Hilfe dem zuständigen Versteigerungsrichter sämtliche Autoreifen. Marie und Konrad kommen zwar pünktlich im Gericht an, doch wird dort bereits die nächste Zwangsversteigerung vorbereitet. Sie glauben, dass sie verloren haben. Erst in der Villa Henriette erfahren sie, dass die Versteigerung verschoben wurde, weil der Richter wegen zerstochener Autoreifen nicht rechtzeitig im Gericht erscheinen konnte. Sie sind glücklich, haben sie nun doch genug Zeit, um die Schulden zu begleichen. Um zukünftige ähnliche Fälle zu vermeiden, führt Marie Hausmieten ein. Sie hat wiederum immer noch zwischen Stefan und Konrad zu wählen und entscheidet sich für keinen von beiden, haben sie doch zunehmend nicht mehr um sie, sondern nur noch gegeneinander gekämpft.

## Produktion
Villa Henriette wurde unter dem Arbeitstitel Nicht zu verkaufen! im Sommer und Herbst 2003 in Wien und Umgebung gedreht. Die Kostüme schuf Anita Stoisits, die Filmbauten stammen von Christoph Kanter. Der Film hatte  im September 2004 beim Filmfestival LUCAS in Frankfurt am Main seine Weltpremiere und wurde am 20. November 2004 auf dem 16. Internationalen Kinderfilmfestival Wien erstmals in Österreich aufgeführt. Er kam am 30. Juni 2005 in die deutschen Kinos. Im Jahr 2005 erschien der Film auch auf DVD.
Im Film sind die Lieder Sonntags und Herz schlägt von Quarks zu hören.

## Kritik
Für kino-zeit.de war Villa Henriette ein „überaus witziger, mitreißender und intelligenter Film für Kleine und Große, der einfach Spaß macht“.
Der film-dienst sah im Film eine „fantasievolle, gegen den Genre-Strich gebürstete Verfilmung“. Cinema nannte die Verfilmung solide und befand, dass sie einige „nette Ideen“ biete, kritisierte Hauptdarstellerin Hannah Tiefengraber jedoch als „glatte Fehlbesetzung“.
Die Deutsche Film- und Medienbewertung FBW in Wiesbaden verlieh dem Film das Prädikat wertvoll.